# Temporada 1988-89 de los Phoenix Suns
La temporada 1988-89 fue la vigesimoprimera de los Phoenix Suns en la NBA. La temporada regular acabó con 55 victorias y 27 derrotas, ocupando el tercer puesto de la Conferencia Oeste, clasificándose para los playoffs en los que alcanzaron las Finales de Conferencia, cayendo ante Los Angeles Lakers.

## Elecciones en elDraft
| Ronda | Puesto | Jugador      | Posición  | Nacionalidad   | Universidad/Club |
| ----- | ------ | ------------ | --------- | -------------- | ---------------- |
| 1     | 7      | Tim Perry    | Ala-Pívot | Estados Unidos | Temple           |
| 1     | 14     | Dan Majerle  | Escolta   | Estados Unidos | Central Michigan |
| 2     | 28     | Andrew Lang  | Pívot     | Estados Unidos | Arkansas         |
| 2     | 38     | Dean Garrett | Pívot     | Estados Unidos | Indiana          |
| 2     | 50     | Steve Kerr   | Base      | Estados Unidos | Arizona          |

## Temporada regular
| División Pacífico        | División Pacífico | División Pacífico | División Pacífico | División Pacífico | División Pacífico | División Pacífico | División Pacífico | División Pacífico |
| Equipo                   | G                 | P                 | %                 | PD                | Casa              | Fuera             | Div               |                   |
| ------------------------ | ----------------- | ----------------- | ----------------- | ----------------- | ----------------- | ----------------- | ----------------- | ----------------- |
| y-Los Angeles Lakers     | 57                | 25                | .695              | –                 | 35–6              | 22–19             | 25–9              |                   |
| x-Phoenix Suns           | 55                | 27                | .671              | 2                 | 35–6              | 20–21             | 23–11             |                   |
| x-Seattle SuperSonics    | 47                | 35                | .573              | 10                | 31–10             | 16–25             | 20–14             |                   |
| x-Golden State Warriors  | 43                | 39                | .524              | 14                | 29–12             | 14–27             | 15–19             |                   |
| x-Portland Trail Blazers | 39                | 43                | .476              | 18                | 28–13             | 11–30             | 17–17             |                   |
| Sacramento Kings         | 27                | 55                | .329              | 30                | 21–20             | 6–35              | 12–22             |                   |
| Los Angeles Clippers     | 21                | 61                | .256              | 36                | 17–24             | 4–37              | 7–27              |                   |

## Playoffs

### Primera ronda
Phoenix Suns vs. Denver Nuggets 
| Fecha       | Partido                              | Ciudad  |
| ----------- | ------------------------------------ | ------- |
| 28 de abril | Phoenix Suns 104, Denver Nuggets 103 | Phoenix |
| 30 de abril | Phoenix Suns 132, Denver Nuggets 114 | Phoenix |
| 2 de mayo   | Denver Nuggets 121, Phoenix Suns 130 | Denver  |
|             | Phoenix Suns gana las series 3-0     |         |

### Semifinales de conferencia
Phoenix Suns vs. Golden State Warriors 
| Fecha      | Partido                                     | Ciudad  |
| ---------- | ------------------------------------------- | ------- |
| 6 de mayo  | Phoenix Suns 130, Golden State Warriors 106 | Phoenix |
| 9 de mayo  | Phoenix Suns 122, Golden State Warriors 127 | Phoenix |
| 11 de mayo | Golden State Warriors 104, Phoenix Suns 113 | Oakland |
| 13 de mayo | Golden State Warriors 99, Phoenix Suns 135  | Oakland |
| 16 de mayo | Phoenix Suns 116, Golden State Warriors 104 | Phoenix |
|            | Phoenix Suns gana las series 4-1            |         |

### Finales de Conferencia
Los Angeles Lakers vs. Phoenix Suns 
| Fecha      | Partido                                  | Ciudad      |
| ---------- | ---------------------------------------- | ----------- |
| 20 de mayo | Los Angeles Lakers 127, Phoenix Suns 119 | Los Angeles |
| 23 de mayo | Los Angeles Lakers 101, Phoenix Suns 95  | Los Angeles |
| 26 de mayo | Phoenix Suns 107, Los Angeles Lakers 110 | Phoenix     |
| 28 de mayo | Phoenix Suns 117, Los Angeles Lakers 122 | Phoenix     |
|            | Los Angeles Lakers gana las series 4-0   |             |

## Estadísticas
| Rk | Jugador        | Edad | P  | PT | MP   | TC  | TCI  | %TC  | T3  | T3I | %T3  | TL  | TLI | %TL   | RO  | RD  | RT  | AS   | RB  | TAP | BP  | FP  | PTS  |
| -- | -------------- | ---- | -- | -- | ---- | --- | ---- | ---- | --- | --- | ---- | --- | --- | ----- | --- | --- | --- | ---- | --- | --- | --- | --- | ---- |
| 1  | Kevin Johnson  | 22   | 81 | 81 | 39.2 | 7.0 | 13.9 | .505 | 0.0 | 0.3 | .091 | 6.3 | 7.1 | .882  | 0.6 | 3.6 | 4.2 | 12.2 | 1.7 | 0.3 | 4.0 | 2.8 | 20.4 |
| 2  | Tom Chambers   | 29   | 81 | 81 | 37.1 | 9.6 | 20.3 | .471 | 0.3 | 1.1 | .326 | 6.3 | 7.4 | .851  | 1.8 | 6.7 | 8.4 | 2.9  | 1.1 | 0.7 | 2.9 | 3.3 | 25.7 |
| 3  | Jeff Hornacek  | 25   | 78 | 73 | 31.9 | 5.6 | 11.4 | .495 | 0.3 | 1.0 | .333 | 1.9 | 2.3 | .826  | 1.0 | 2.4 | 3.4 | 6.0  | 1.7 | 0.1 | 1.4 | 2.4 | 13.5 |
| 4  | Eddie Johnson  | 29   | 70 | 7  | 29.2 | 8.7 | 17.5 | .497 | 1.0 | 2.5 | .413 | 3.1 | 3.6 | .868  | 1.3 | 3.1 | 4.4 | 2.3  | 0.7 | 0.1 | 1.7 | 2.8 | 21.5 |
| 5  | Armen Gilliam  | 24   | 74 | 60 | 28.6 | 6.3 | 12.6 | .503 | 0.0 | 0.0 |      | 3.2 | 4.4 | .743  | 2.2 | 5.1 | 7.3 | 0.7  | 0.7 | 0.4 | 1.9 | 2.4 | 15.9 |
| 6  | Dan Majerle    | 23   | 54 | 5  | 25.1 | 3.4 | 8.0  | .419 | 0.5 | 1.5 | .329 | 1.4 | 2.4 | .614  | 1.1 | 2.7 | 3.9 | 2.4  | 1.2 | 0.3 | 0.9 | 2.6 | 8.6  |
| 7  | Mark West      | 28   | 82 | 32 | 24.6 | 3.0 | 4.5  | .653 | 0.0 | 0.0 |      | 1.3 | 2.5 | .535  | 2.0 | 4.7 | 6.7 | 0.5  | 0.4 | 2.3 | 1.3 | 3.3 | 7.2  |
| 8  | Tyrone Corbin  | 26   | 77 | 30 | 21.5 | 3.2 | 5.9  | .540 | 0.0 | 0.0 | .000 | 1.8 | 2.3 | .788  | 2.3 | 2.9 | 5.2 | 1.5  | 1.1 | 0.2 | 1.2 | 2.9 | 8.2  |
| 9  | Tim Perry      | 23   | 62 | 15 | 9.9  | 1.7 | 3.2  | .537 | 0.0 | 0.1 | .250 | 0.6 | 1.0 | .615  | 1.0 | 1.1 | 2.1 | 0.3  | 0.3 | 0.5 | 0.6 | 0.8 | 4.1  |
| 10 | T.R. Dunn      | 33   | 34 | 1  | 9.4  | 0.4 | 1.0  | .343 | 0.0 | 0.0 |      | 0.3 | 0.4 | .750  | 0.9 | 0.9 | 1.8 | 0.7  | 0.4 | 0.0 | 0.2 | 1.0 | 1.0  |
| 11 | Craig Hodges   | 28   | 10 | 0  | 9.2  | 1.6 | 3.6  | .444 | 0.4 | 1.2 | .333 | 0.3 | 0.4 | .750  | 0.2 | 0.3 | 0.5 | 0.8  | 0.2 | 0.0 | 0.5 | 0.8 | 3.9  |
| 12 | Andrew Lang    | 22   | 62 | 25 | 8.5  | 1.0 | 1.9  | .513 | 0.0 | 0.0 |      | 0.6 | 1.0 | .650  | 0.9 | 1.5 | 2.4 | 0.1  | 0.3 | 0.8 | 0.5 | 1.8 | 2.6  |
| 13 | Steve Kerr     | 23   | 26 | 0  | 6.0  | 0.8 | 1.8  | .435 | 0.3 | 0.7 | .471 | 0.2 | 0.3 | .667  | 0.1 | 0.5 | 0.7 | 0.9  | 0.3 | 0.0 | 0.2 | 0.5 | 2.1  |
| 14 | Ed Nealy       | 28   | 30 | 0  | 5.5  | 0.3 | 1.0  | .276 | 0.0 | 0.1 | .000 | 0.1 | 0.2 | .429  | 0.6 | 1.2 | 1.8 | 0.3  | 0.1 | 0.0 | 0.2 | 0.7 | 0.6  |
| 15 | Kenny Gattison | 24   | 2  | 0  | 4.5  | 0.0 | 0.5  | .000 | 0.0 | 0.0 |      | 0.5 | 1.0 | .500  | 0.0 | 0.5 | 0.5 | 0.0  | 0.0 | 0.0 | 0.0 | 1.0 | 0.5  |
| 16 | Mark Davis     | 25   | 2  | 0  | 3.5  | 0.5 | 2.5  | .200 | 0.0 | 0.5 | .000 | 1.0 | 1.0 | 1.000 | 0.5 | 0.0 | 0.5 | 0.0  | 0.0 | 0.0 | 0.0 | 0.5 | 2.0  |
| 17 | Winston Crite  | 23   | 2  | 0  | 3.0  | 0.0 | 1.5  | .000 | 0.0 | 0.0 |      | 0.0 | 0.0 |       | 0.5 | 0.0 | 0.5 | 0.0  | 0.0 | 0.0 | 0.5 | 0.5 | 0.0  |

## Galardones y récords
| Ganador            | Galardón                                                    |
| Kevin Johnson      | Jugador Más Mejorado de la NBA 2.º Mejor quinteto de la NBA |
| Eddie Johnson      | Mejor Sexto Hombre de la NBA                                |
| Cotton Fitzsimmons | Entrenador del Año de la NBA                                |
| Tom Chambers       | 2.º Mejor quinteto de la NBA All-Star                       |